# Escola Franco-Alemã de Treinamento de Tripulações de Helicóptero Tigre
A Escola Franco-Alemã de Treinamento de Tripulações de Helicóptero Tigre - em francês: École franco-allemande de formation des équipages Tigre (EFA Tigre); em alemão: Deutsch-Französische Heeresfliegerausbildungszentrum TIGER (DEU/FRA HFlgAusbZ Tiger) - abriu suas portas em 1 de julho de 2003 em Le Cannet-des-Maures, no Var.

## Histórico[1]

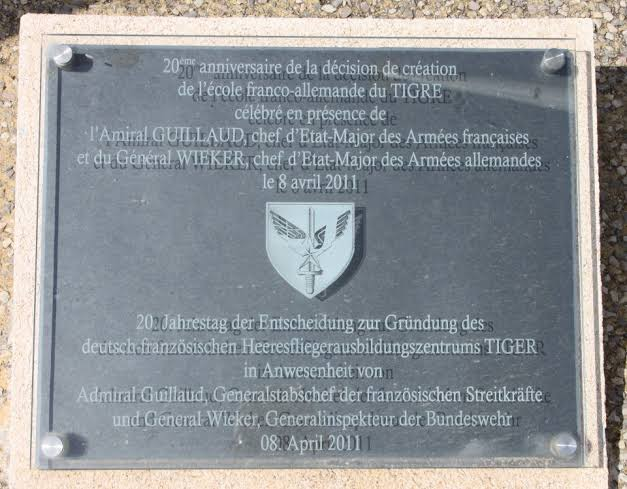
Placa comemorativa aos 20 anos da decisão da criação da escola binacional.

Em 1984, França e Alemanha assinam um acordo sobre o desenvolvimento e produção conjuntos do helicóptero TIGRE.
Em 30 de maio de 1991, o chanceler alemão Helmut Kohl e o presidente francês François Mitterrand decidiram criar um centro de treinamento conjunto para equipes das duas nações no sistema de armas TIGRE (cúpula de Lille).
Em 1997, é feito o anúncio oficial da construção do centro de treinamento da tripulação "EFA" do TIGRE em Le Cannet des Maures.
Em 1998, ocorreu a decisão franco-alemã de criar uma escola de treinamento conjunto para o pessoal técnico-logístico da TIGRE em Faßberg, Alemanha (Cúpula de Potsdam - dezembro).
O lançamento da pedra fundamental ocorreu em 17 de dezembro de 2001. 
Desde 2006, soldados da Aviação do Exército dos exércitos francês, alemão e espanhol participam ativamente dos programas de treinamento para futuros pilotos de helicóptero de combate Tigre, fabricado pela Airbus Helicopters.

## Localização
Localizada no Maciço de Maures, em Le Cannet Des Maures, a Escola Franco-Alemã (EFA) compartilha espaço com a escola de aviação leve do Exército Francês, a École de l'aviation légère de l'Armée de terre (EA.ALAT) na Base Général Lejay em um área de 180 hectares a 30 km de Saint-Raphaël e 50 km de Toulon.

## Organização
O comando dessa escola binacional é feito alternadamente a cada três anos por um oficial francês ou alemão. A escola franco-alemã é composta por uma equipe e duas divisões de treinamento e suporte técnico, cujos oficiais, subtenentes, sargentos, cabos, soldados  e funcionários civis trabalham em estreita cooperação em escritórios conjuntos.
O primeiro comandante do Centro, o coronel Alain Salendre, era francês. Seu tempo de comando foi de três anos. Seu sucessor foi um coronel alemão, Coronel Horstmar Bussiek. Os cargos de chefe de divisão e deputados alternam entre as duas nações a cada três anos.

### Instalações
Co-localizada na plataforma aeronáutica de Cannet-des-Maures, a EFA possui modernas infraestruturas compartilhadas entre franceses e alemães em três divisões: uma equipe geral, uma divisão de treinamento e uma divisão de suporte na qual os alemães possuem dois hangares: um para alguns helicópteros BO-105 (até quatro, se necessário) e outro para quatro a oito Tiger KHS Etapa 1 e 2. Por outro lado, os franceses também têm dois hangares, para abrigar de quatro a oito helicópteros Tigre PAHs e HADs.

### Comandantes[5]
- Coronel Alain Salendre (França) de 01 de julho de 2003 a 22 de junho de 2006
- Coronel BUSSIEK Horstmar (Alemanha) de 23 de junho de  2006 a 25 de junho de 2009
- Coronel POURET Jean-Baptiste (França) de 26 de junho de 2009 a 27 de junho de 2012
- Coronel KLEIN Uwe (Alemanha) de 28 de junho de 2012 a julho de 2015
- Tenente-Coronel VINCENT Christophe (França) de julho de 2015 a julho de 2018
- Coronel NIKOLAÏ Thomas (Alemanha), atual comandante, a partir de julho de 2018

### Simuladores
Para treinar seus alunos, a escola possui dois simuladores de missão (FMS) e dois treinadores de procedimentos (CPT) na versão HAP para estudantes franceses e com a mesma configuração, segundo o padrão KHS, para alunos alemães. Tudo está distribuído em quatro edifícios.